# Egidijus Juodvalkis
Egidijus Juodvalkis, nascido a 8 de abril de 1988, é um ciclista lituano que foi profissional de 2010 a 2015.

## Palmarés
- 2009
- Campeonato da Lituânia em Estrada

- 2011
  - 1 etapa do Tour de Picardie

- 2012
- Grande Prêmio Stad Sint-Niklaas

- 2013
- De Kustpijl Heist

- 2015
  - 3.º no Campeonato da Lituânia em Estrada